# Arthur Frayer-Laleix
Pour les articles homonymes, voir Frayer.
Arthur Frayer-Laleix est un journaliste d'investigation français, notable pour ses enquêtes en immersion en milieu carcéral et sur les migrants et passeurs.

## Biographie
Diplômé de l'école de journalisme de Strasbourg en 2008. Il collabore à différentes rédactions, dont celle du Monde,.
Il exerce également en tant que formateur dans des écoles de journalisme (CFPJ).
Il pratique l'enquête en immersion, ainsi pour Dans la peau d'un migrant, en plus de rencontres en tant que journaliste, il s'est fait passer pour un migrant clandestin afin d'observer sur le terrain ce qu'il nomme le "cinquième monde", celui des clandestins, avec la hawala, le système de paiement et le traitement des demandeurs d'asile.

## Ouvrages
- Dans la peau d’un maton, Fayard, 2011  (ISBN 9782213662381)
- J’ai vu des hommes tomber, éditions Don Quichotte, 2012  (ISBN 9782359490909)
- Dans la peau d’un migrant : de Peshawar à Calais, enquête sur le "cinquième monde", Fayard, 2015  (ISBN 9782213672441)
- Et les blancs sont partis..., 2021 (ISBN 9782213705613, présentation en ligne)